# John Tradescant de Oudere

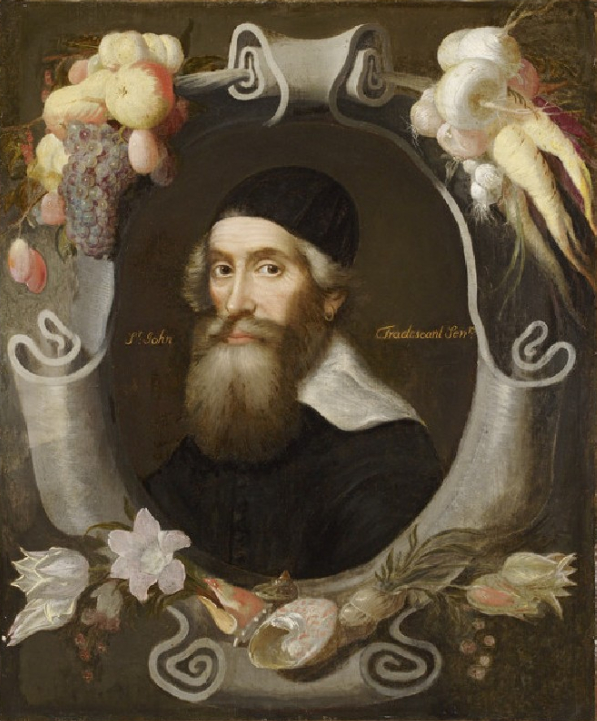
John Tradescant de Oudere

John Tradescant the Elder ('de oudere') (circa 1570 – 15-16 april 1638), vader van John Tradescant the Younger ('de jongere'), was een Engelse botanicus, tuinman, verzamelaar en reiziger. Hij werd waarschijnlijk geboren in Suffolk in Engeland. Hij begon zijn carrière als hoofdtuinier van Robert Cecil, de eerste graaf van Salisbury in Hatfield House. Cecil introduceerde Tradescant in het reizen door hem in 1610 en 1611 naar de Nederlanden te sturen voor de aanschaf van fruitbomen.
In 1615 trad hij in dienst bij Lord Wotton, voor wie hij werkte aan een tuin in St. Augustine's Palace in Canterbury. John Tradescant reisde in 1618 voor hem naar het Nikolo-Korelskyklooster in noordelijk Rusland. Zijn verslag van de expeditie is in zijn privéverzameling bewaard gebleven. In 1620 nam hij deel aan een expeditie tegen de Barbarijse zeerovers, die hem naar de Levant en naar Algiers bracht. 
In 1623 werd Tradescant tuinman van de koninklijke favoriet George Villiers, de eerste Hertog van Buckingham, die zijn tuinen verbouwde in Newhall in Essex en Burley-on-the-Hill. In 1624 keerde hij in opdracht van Buckingham terug naar de Lage Landen en vervolgens naar Parijs als ingenieur voor het noodlottige beleg van La Rochelle. Na de moord op Buckingham in 1628 werd hij in 1630 door koning Karel I aangesteld als hoeder van de Koninklijke tuinen in het Oatlandspaleis in Surrey.
Op al zijn reizen verzamelde hij zaden en bollen. Ook legde hij een verzameling van natuurhistorisch en etnografische curiositeiten aan, die hij huisvestte in een groot huis, "The Ark", in Lambeth in Londen. De Ark was het prototype van een rariteitenkabinet; een verzameling zeldzame en vreemde voorwerpen. De Tradescantverzameling werd het eerste museum in Engeland dat voor het publiek geopend was.
Vanuit hun botanische tuin in Lambeth, aan de zuidoever van de Theems, introduceerde hij en zijn zoon John veel planten in Engelse tuinen die deel zijn gaan uitmaken van het moderne repertoire van de tuinman. Een geslacht van bloeiende planten (Tradescantia) is genoemd om hem te eren.
- Bibliothèque nationale de France: cb11990811k (data)
- Gemeinsame Normdatei: 121673944
- International Standard Name Identifier: 0000 0004 5315 1021
- Library of Congress Control Number: n82082788
- Nationale Bibliotheek van Israël: 987007279278305171
- Nederlandse Thesaurus van Auteursnamen: 29887363X
- Système universitaire de documentation: 081946805
- Union List of Artist Names: 500025804
- Virtual International Authority File: 50572068
- WorldCat: E39PBJxcV96RR8WGVVGChQKTpP

## Nakomelingen
Uit het huwelijk met Elizabeth Day kwam één zoon voort:
- John Tradescant the Younger ('de jongere') (1608–1662)

## In boek en film
- In Philippa Gregory's historische roman "Earthly Joys" is hij het hoofdpersonage.